# 신사카에마치역 (후쿠오카현)
신사카에마치역(일본어: 新栄町駅)은 일본 후쿠오카현 오무타시에 위치한 서일본 철도 덴진오무타 선의 역이다. 역 번호는 T49이다. 특급을 포함한 전 열차가 정차한다.

## 역사
- 1938년 10월 1일: 사카에마치역으로 영업 개시.
- 1939년 7월 1일: 사카에마치 ~ 오무타 구간이 개통하여 중간역이 됨.
- 1961년
  - 4월 1일: 니시테쓰긴스이 ~ 사카에마치 역간 복선화.
  - 6월 21일: 사카에마치 ~ 오무타 역간 복선화.
- 1970년 4월 28일: 현재 위치로 이전하여 신사카에마치역으로 재개업.
- 1987년: 오무타 시 내에 있는 역으로서는 처음으로 자동 개찰기가 도입됨.
- 2017년 2월 1일: 역 번호 도입.

## 역 구조
섬식 승강장 1면 2선의 지상역이다. 역사는 2층에서 개찰구 및 역장실은 2층에 있고 형상으로서는 교상역에 가깝지만, 선로를 끼고 반대쪽(동쪽)에 있는 유메타운 오무타 혹은 국도 제208호선 방면으로 향하는 경우에는 일단 역사에서 나와, 역 북쪽이나 역 남쪽의 건널목을 건널 필요가 있다.
니시테쓰사카에마치 역 시절은 구내 건널목을 가진 상대식 승강장 2면 2선의 배선이 있다.

### 승강장
| 1 | ■ 덴진오무타 선 | 오무타 행                             |
| 2 | ■ 덴진오무타 선 | 야나가와・구루메・후쿠오카(덴진) 방면 |

## 역 주변
- 미쓰이 화학 오무타 공장
- 미쓰이 금속 광업 미이케 공장
- 오무타 아사히마치 우체국
- 오무타 메이지초 우체국
- 유메타운 오무타
- 서일본 시티 은행 오무타 지점
- 미쓰이 스미토모 은행 오무타 지점
- 구마모토 은행 오무타 지점
- 국도 제208호선

## 사진

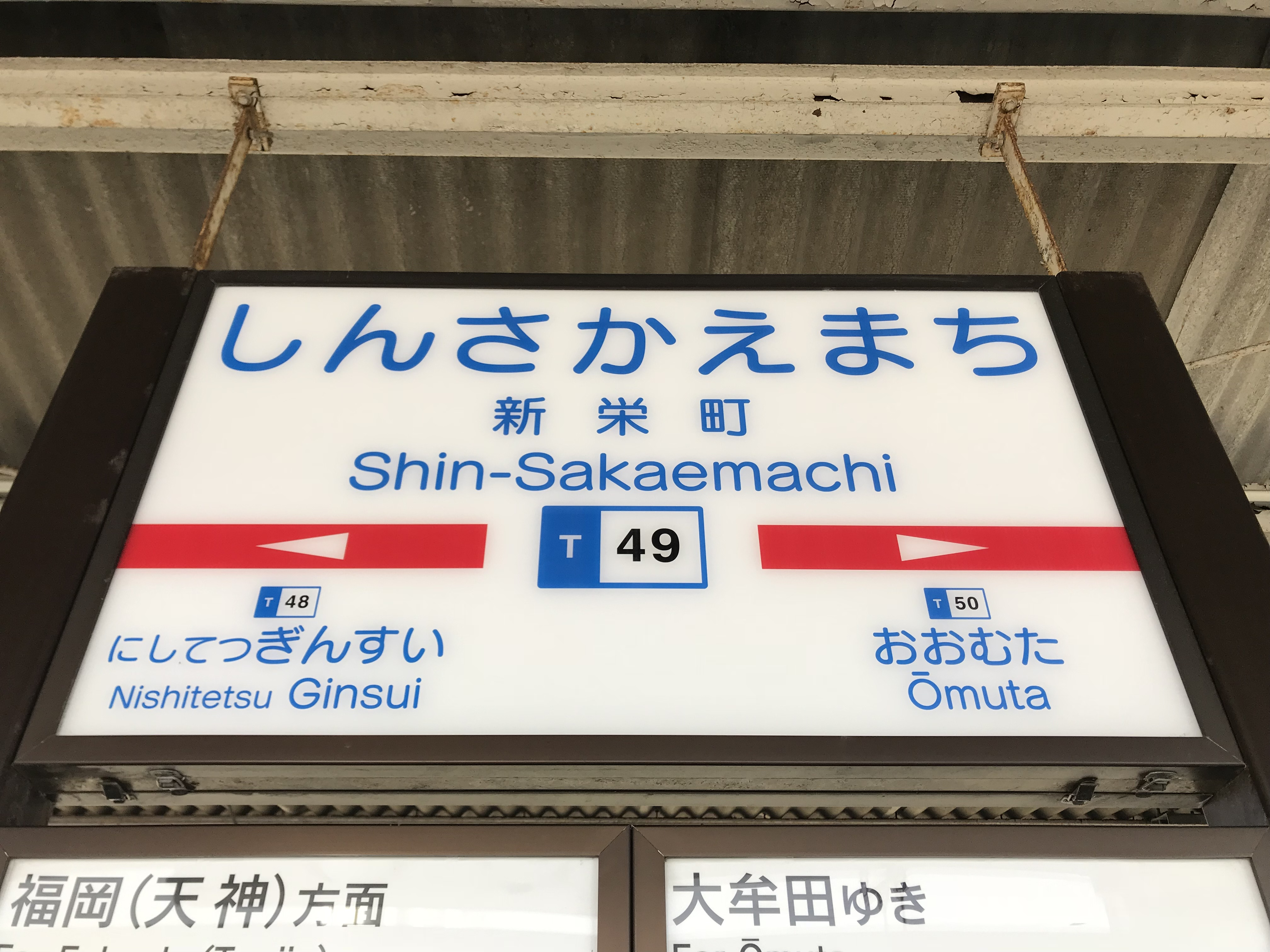
역명판

## 인접역
| 서일본 철도 ■ 덴진오무타 선                       | 서일본 철도 ■ 덴진오무타 선 | 서일본 철도 ■ 덴진오무타 선 |
| ------------------------------------------------- | --------------------------- | --------------------------- |
| T39 니시테쓰야나가와 니시테쓰 후쿠오카(덴진) 방면 | ■ 특급 ■ 급행               | 오무타 T50 오무타 방면      |
| T48 니시테쓰긴스이 니시테쓰 후쿠오카(덴진) 방면   | ■ 보통                      | 오무타 T50 오무타 방면      |